# Camp Rock (série de téléfilms)
Camp Rock est une série de téléfilms basés sur la comédie musicale diffusée sur Disney Channel en 2008.

## Les téléfilms
- Camp Rock est un téléfilm diffusé sur Disney Channel aux États-Unis le 20 juin 2008.

- Camp Rock 2 est la suite du premier film qui est sortie aux États-Unis sur Disney Channel le 3 septembre 2010.

## Les Personnages
| Personnages     | Camp Rock                 | Camp Rock                 |
| Personnages     | Camp Rock (2008)          | Camp Rock 2 (2010)        |
| --------------- | ------------------------- | ------------------------- |
| Mitchie Torres  | Demi Lovato               | Demi Lovato               |
| Shane Gray      | Joe Jonas                 | Joe Jonas                 |
| Nate Gray       | Nick Jonas                | Nick Jonas                |
| Jason Gray      | Kevin Jonas               | Kevin Jonas               |
| Tess Tyler      | Meaghan Jette Martin      | Meaghan Jette Martin      |
| Caitlyn Gellar  | Alyson Stoner             | Alyson Stoner             |
| Ella Pador      | Anna Maria Perez de Tagle | Anna Maria Perez de Tagle |
| Peggy Warburton | Jasmine Richards          | Jasmine Richards          |
| Connie Torres   | Maria Canals Barrera      | Maria Canals Barrera      |
| Lola Scott      | Aaryn Doyle               |                           |
| Barron James    | Jordan Francis            | Jordan Francis            |
| Sander Lawe     | Roshon Fegan              | Roshon Fegan              |
| Dana Turner     |                           | Chloe Bridges             |
| Brown Cessario  | Daniel Fathers            | Daniel Fathers            |

## Livres
Comme High School Musical, Il existe une série de livres Camp Rock.
- Camp Rock : le roman du film
- Tome 2 : ça Tourne
- Tome 3 : A prendre ou à laisser !
- Tome 4 : Numéro Un !
- Tome 5 : Chanson Bonus !
- Tome 6 : Fausse Note !
- Tome 7 : Pause !
- Tome 8 : La Nuit de la Peur !
- Tome 9 : Accord Final !
- Camp Rock 2 : le Roman du Film